# Жерники-Мале
Жерники-Мале (пол. Żerniki Małe) — село в Польщі, у гміні Кобежиці Вроцлавського повіту Нижньосілезького воєводства.
Населення — 215 осіб (2011).
У 1975-1998 роках село належало до Вроцлавського воєводства.

## Демографія
Демографічна структура станом на 31 березня 2011 року:
|          | Загалом | Допрацездатний вік | Працездатний вік | Постпрацездатний вік |
| -------- | ------- | ------------------ | ---------------- | -------------------- |
| Чоловіки | 104     | 24                 | 74               | 6                    |
| Жінки    | 111     | 22                 | 68               | 21                   |
| Разом    | 215     | 46                 | 142              | 27                   |